# Mir Cəfər Bağırov
Mir Cəfər Bağırov, w transkrypcji rosyjskiej Mir Dżafar Bagirow (ur. 17 września 1896 w Qubie w guberni bakijskiej, zm. 12 maja 1956 w Baku) – azerski komunista, uczestnik wojny domowej w Rosji, pierwszy sekretarz Komunistycznej Partii Azerbejdżanu w latach 1933–1953.

## Życiorys
Pochodził z rodziny chłopskiej. Ukończył kursy pedagogiczne, pracował jako nauczyciel. Do partii bolszewickiej wstąpił w marcu 1917. W tym samym roku pełnił funkcję zastępcy przewodniczącego komitetu rewolucyjnego w Qubie. W czasie wojny domowej w Rosji, w latach 1918–1920, był komisarzem politycznym w Armii Czerwonej. W 1919 brał udział w tłumieniu antybolszewickiego powstania w Astrachaniu. Rok później był już zastępcą przewodniczącego komitetu rewolucyjnego w obwodzie karabaskim, a następnie komisarzem i przewodniczącym Najwyższego Trybunału przy komitecie rewolucyjnym w Azerbejdżanie oraz zastępca przewodniczącego sądu wojskowego 11 Armii. W latach 1921–1927 służył w Czeka, a następnie w GPU i OGPU. Zasłynął ze stosowania wyjątkowo brutalnych metod oraz tolerowania podobnych zachowań u innych funkcjonariuszy służb bezpieczeństwa, za co w 1924 otrzymał nawet naganę partyjnej komisji kontroli. Był także komisarzem ludowym spraw wewnętrznych i zastępcą przewodniczącego Rady Komisarzy Ludowej Azerbejdżańskiej Socjalistycznej Republiki Radzieckiej. W latach 1929–1930 był przewodniczącym GPU w Azerbejdżańskiej SRR. W kierowanych przez niego strukturach rozpoczynał karierę Ławrientij Beria, który z czasem z protegowanego Bağırova zmienił się w jego głównego protektora.
W latach 1932–1933 był przewodniczącym Rady Komisarzy Ludowej Azerbejdżańskiej SRR. W 1932 ukończył wyższe kursy marksizmu-leninizmu. W 1933 objął stanowisko pierwszego sekretarza Komitetu Centralnego Komunistycznej Partii Azerbejdżanu, które łączył z obowiązkami pierwszego sekretarza partyjnego obwodu bakijskiego miejskiego. W ciągu kolejnych dwudziestu lat, dzięki poparciu Berii, posiadał praktycznie nieograniczoną władzę w radzieckim Azerbejdżanie. Wysoko cenił go także Józef Stalin, który twierdził, że jedynie Bağırov byłby w stanie stłumić ewentualny bunt w Azerbejdżanie. Stojąc na czele azerskiej organizacji partyjnej Bağırov wprowadził w republice masowy terror. Represjom poddał zwolenników polityki zmarłego w 1925 Nərimana Nərimanova, jego samego zaś określił jako "burżuazyjnego nacjonalistę", po czym całkowicie wykreślił jego postać z oficjalnych opracowań dziejów Azerbejdżanu. Doprowadził także do skazania na śmierć niemal wszystkich działaczy partyjnych, którzy w przeszłości związani byli z partią Hümmət. Azerbejdżańska SRR należała do republik najbardziej dotkniętych kampanią czystek w ramach wielkiego terroru. Skazywanym na śmierć w ramach represji najczęściej zarzucano panturkizm, panislamizm, burżuazyjny nacjonalizm, musawatyzm lub separatyzm. Część wyroków śmierci na znanych działaczy komunistycznych zapadła po pokazowych procesach. Sam Bağırov od 1934 był kandydatem na członka Komitetu Centralnego partii, zaś od 1939 do 1953 - jego członkiem. Od 1937 zasiadał w Radzie Najwyższej ZSRR (deputowany do tej Rady od 1 do 3 kadencji). Wydał pracę Z historii organizacji bolszewickich Baku i Azerbejdżanu, w której fałszywie opisywał rolę Stalina w rozwoju partii komunistycznej na Zakaukaziu. W polityce kulturalnej dążył do zerwania wszelkich związków azersko-perskich i azersko-tureckich, także poprzez cenzurę niezgodnej z taką linią starszej literatury (m.in. eposu Dede Korkut, ludowej epopei w języku starotureckim), głosił natomiast jedność narodów ZSRR, w szczególności przyjaźń azersko-rosyjską.
W czasie II wojny światowej był członkiem Rady Wojennej Frontu Zakaukaskiego. Po okupacji Azerbejdżanu Irańskiego przez Armię Czerwoną (sierpień 1941) dążył do jego pełnej sowietyzacji i przyłączenia do Azerbejdżańskiej SRR. Bezskutecznie w 1946 nakłaniał Stalina, by nie wycofywał się z tego regionu.
Po śmierci Stalina, jako protegowany Berii, nie stracił pozycji w partii. W 1953 został kandydatem na członka Prezydium Komitetu Centralnego Komunistycznej Partii Związku Radzieckiego, od kwietnia 1953 przewodniczył Radzie Ministrów Azerbejdżańskiej Socjalistycznej Republiki Radzieckiej. Po upadku Berii publicznie odciął się od niego i oskarżył o wrogość wobec ludu i partii, nie zdołał jednak w ten sposób uratować posiadanych wpływów. W lipcu 1953 stracił stanowiska w Komitecie Centralnym oraz stanowisko pierwszego sekretarza Komunistycznej Partii Azerbejdżanu. W październiku 1953 mianowano go jedynie zastępcą kierownika „Kujbyszewnieftu” ds. kadrowych. W 1954 został usunięty z partii, a następnie aresztowany. Jego proces odbył się w Baku w dniach 12–26 kwietnia 1956 w Baku. Za zbrodnie popełnione w okresie stalinowskim został skazany na śmierć i rozstrzelany.

## Odznaczenia
- Order Lenina (pięciokrotnie - 1935, 1942, 1943, 1946 i 1946)
- Order Czerwonego Sztandaru (dwukrotnie)
- Order Czerwonego Sztandaru Pracy (dwukrotnie)
- Order Wojny Ojczyźnianej I klasy (1946)